# Jack Holden
John ("Jack") Thomas Holden (13. března 1907 – 7. března 2004) byl britský atlet, běžec, mistr Evropy v maratonu z roku 1950.

## Sportovní kariéra
Čtyřikrát se stal britským šampionem v maratonu. Nastoupil na start olympijského maratonu v Londýně v roce 1948, ale závod nedokončil. V roce 1950 se stal mistrem Evropy i vítězem na Hrách Commonwealthu – zde zvítězil i přesto, že ho během závodu pokousal pes.